# André Abbal
André Abbal (nacido en Montech el 16 de noviembre de 1876 y fallecido en Carbonne en 1953), fue un escultor en piedra francés. Debe su fama en el terreno de la escultura, a su técnica de talla directa.
Hijo y nieto de canteros de Montech, estudió en la Academia de Bellas Artes de Toulouse, y asistió a los talleres parisinos de Falguière y de Mercié.
Tras sus años de formación dejó París, para instalarse en Carbonne, donde contrajo matrimonio y abrió su estudio. Alternó su actividad entre París y Carbonne.

## Homenajes
En Toulouse, una plaza lleva su nombre. En Moissac y Montauban sendas calles llevan su nombre.
En Carbonne, una calle, el colegio y el museo llevan el nombre del artista.

## Obras

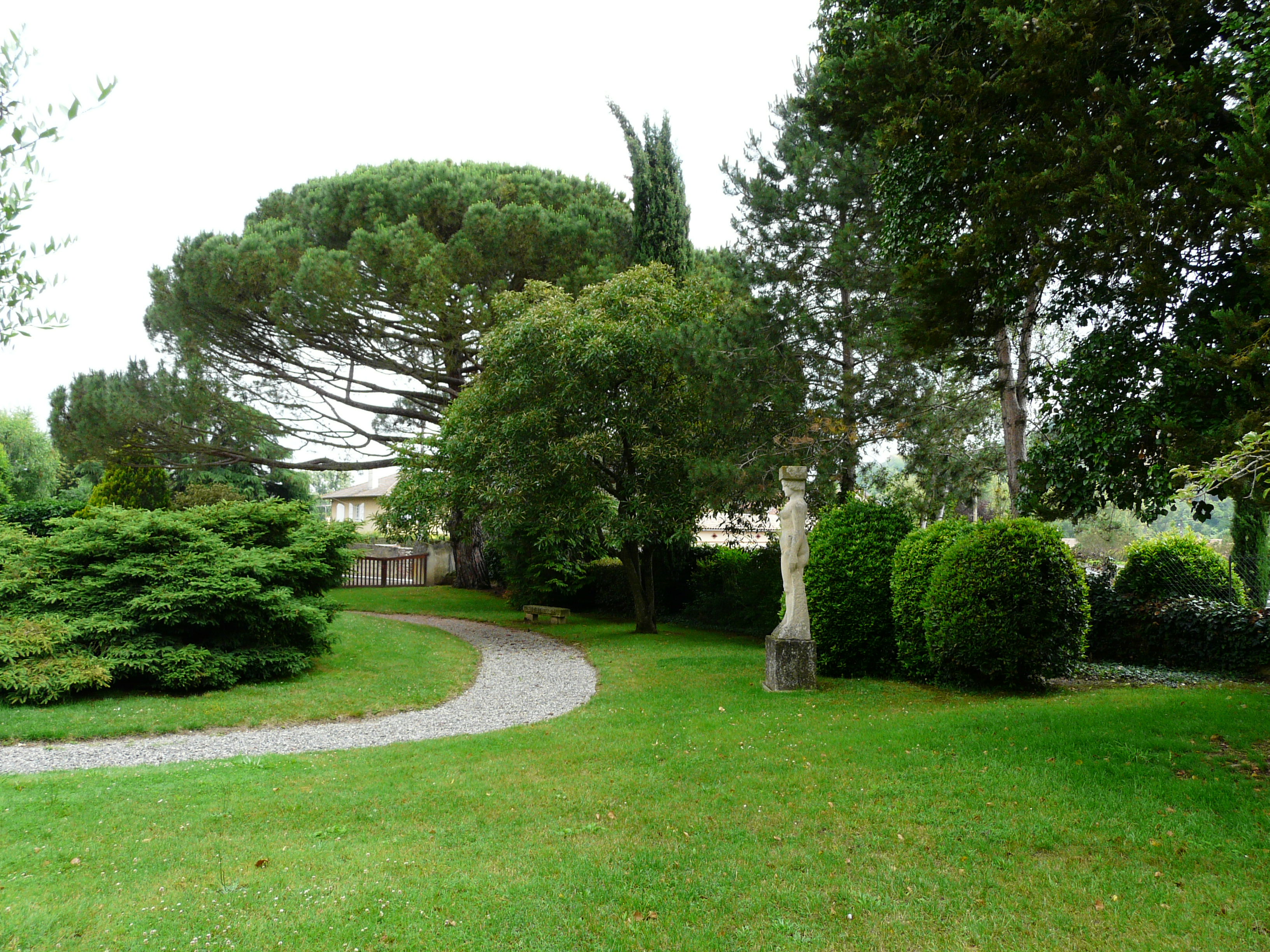
El jardín del museo.

### Retratos de celebridades
- Ingres (1910), en la colección permanente del museo Abbal

- Jean Jaurès (1919), en la colección permanente del museo Abbal

- Bourdelle (1929), en la colección permanente del museo Abbal

- Joseph Ruau (1865-1923), busto en piedra del político,[2] instalado en la plaza de la República de Aspet. 43°0′54″N 0°48′12″E / 43.01500, 0.80333

### Obras en París
En 1937 el Estado francés le encargó tres esculturas:
- «La Moissonneuse - Segadora», para la exposición Chefs d´ouevres d´Art Français en el Palacio de Tokio (futuro Museo de Arte Moderno de París)

- «la escultura», un relieve para la fachada del Palacio de Chaillot

- «El trabajo», para la entrada del Pabellón de Languedoc-Rosellón en la Exposición Internacional de París de 1937.

### Obras en Mont-de-Marsant
El museo de la villa de Mont-de-Marsan, conserva de André Abbal esculturas y dibujos. 
Los dibujos son los descritos a continuación: un rostro de mujer del 8 de marzo de 1903, estudio para un bajorrelieve de Claverie (MM 84 6 12); una cabeza de mujer de 1905 (MM 84 6 17); un estudio de desnudo de 1907 (MM 84 6 4); un estudio de grupo de figuras de octubre de 1907 (MM 84 6 10); un estudio de cabeza de niña de 1910 (MM 84 6 3); un desnudo de mujer (MM 84 6 9) y el perfil izquierdo de un hombre barbudo (MM 84 6 19) de 1916 ; un estudio de figuras de mujer a dos caras, por un lado en pie y por el otro encogida, de 1918 (MM 84 6 22 A y B); una mujer arrodillada de abril de 1918 (MM 84 6 7); un paisaje de la localidad de Cazères (Pirineos Centrales - MM 84 6 20), un estudio de dos caras y figuras femeninas (MM 84 6 23) y el estudio de un muchacho en pie (MM 84 6 11), los tres de 1922; otro croquis de figura de un muchacho de 1924 o 1934 (la fecha es ilegible - MM 84 6 15); un estudio de cabeza de niña de 1926 (MM 84 6 5); un boceto de mujer como fauna en un paisaje (MM 84 6 13) de 1933; un estudio de rostros de 1934 (MM 84 6 16); y los siguientes sin fecha: un estudio de figura de mujer, un rostro de mujer en tres cuartos (MM 84 6 14), una cabeza con corona vegetal (MM 84 6 18), una cabeza de mujer (MM 84 6 6), una sanguina del perfil derecho de una mujer (MM 84 6 21), una sanguina de mujer arrodillada (MM 84 6 8). Todos los dibujos, pertenecientes a los fondos del taller y donados por la esposa de Abbal a la villa de Mont-de-Marsan en 1984.
Entre las esculturas conservadas en el mismo espacio de Mont de Marsan, hay una cabeza de infante de terracota (MM 84 4 2) y una estatuilla de 1935 titulada Milan sur un rocher (MM 84 6 2).

### Memoriales de guerra
Realizó los siguientes
1. el monumento de Lafrançaise (82)[3] 44°7′33.17″N 1°14′27.89″E / 44.1258806, 1.2410806
2. el monumento a los muertos de Canchy (Somme) (80)
3. el monumento a los muertos de Haute-Garonne en Toulouse.[4]

2. Monumento a los muertos de Canchy (Somme): Este monumento fue terminado en 1921 y se encuentra en la plaza Charles de Gaulle. La inauguración tuvo lugar el 20 de noviembre de 1921. Cuando el monumento fue mostrado al público, aparentemente hubo cierta inquietud entre los presentes ya que el soldado parecía un poco «corpulento». Sin embargo estos sentimientos pronto se calmaron y los ciudadanos de Canchy de la actualidad, están más orgullosos de su soldado. El soldado se muestra alerta y sentado en una zanja. Su rifle descansa sobre la rodilla y en los pies hay algunas granadas de repuesto. En el monumento son enumerados los nombres de las grandes batallas de la guerra Marne, Verdún, Somme, Yser.
3. Monumento a los combatientes de Alto Garona (Toulouse): Este monumento fue concebido como un «homenaje a los muertos», y especialmente «a la gloria de todos los combatientes muertos o vivos». La glorificación del patriotismo contenida en este monumento es una exaltación de la victoria en lugar de una conmemoración de los muertos. La construcción se decidió por el Consejo General en agosto de 1919 y la adjudicación se hizo por un concurso «abierto a todos los arquitectos y escultores franceses conectados por su educación con la región de Toulouse». Si bien el diseño se adjudicó al arquitecto Leon Jaussely, también participaron los escultores Camille Raynaud, André Abbal y Henri-Raphaël Moncassin; este último es el responsable de la realización del friso de la cubierta posterior y de la izquierda incluyendo La civière, Arras, Le tank y Verdun.

## El Museo André Abbal

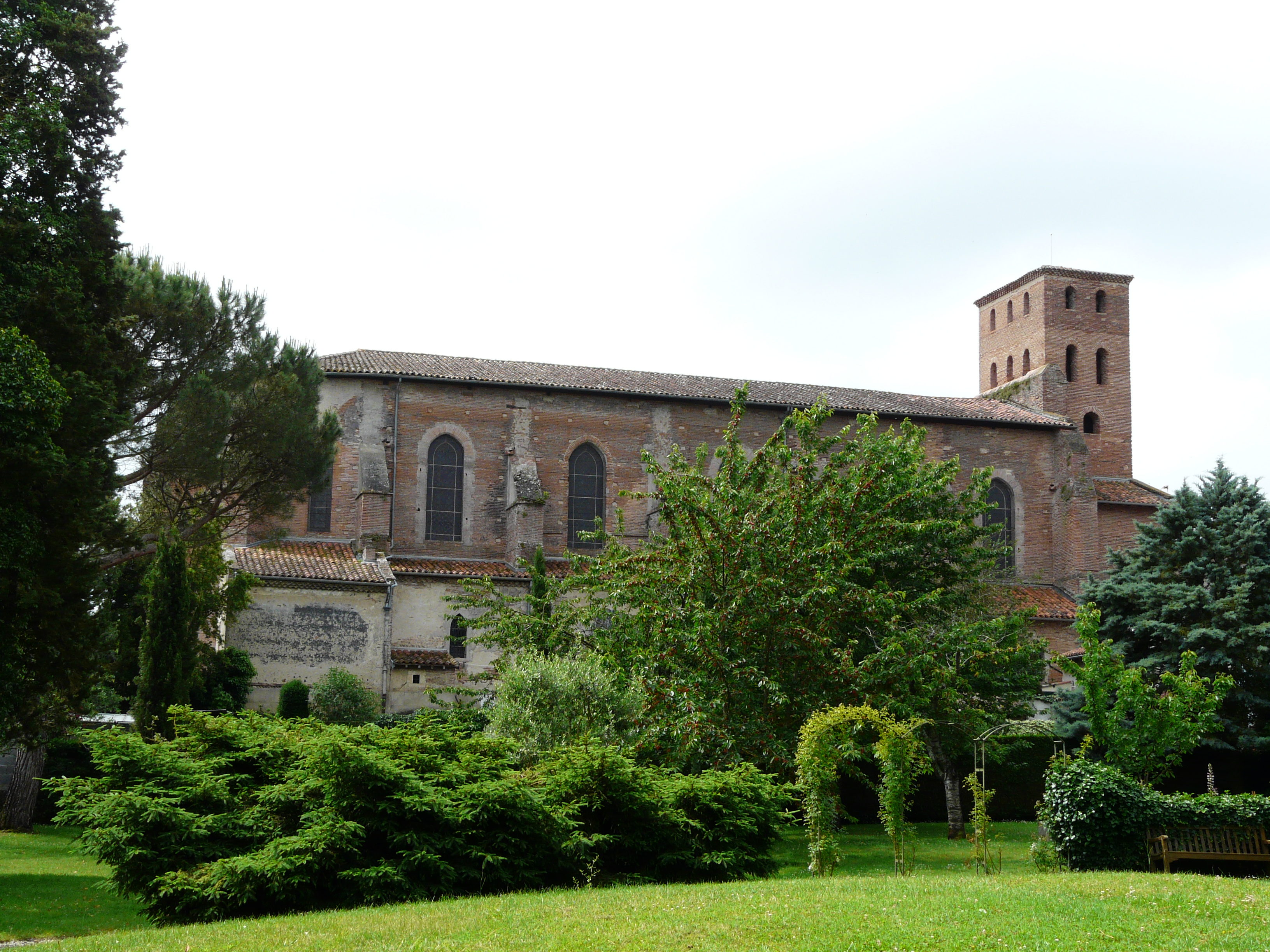
El jardín del museo.

## Cita
« Qui ne voit pas dans la pierre l'œuvre qui s'y trouve, ne doit pas y toucher »